# Chandur (Nalgonda)
Chandur is een census town in het district Nalgonda van de Indiase staat Telangana. 

## Demografie
Volgens de Indiase volkstelling van 2001 wonen er 10.762 mensen in Chandur, waarvan 50% mannelijk en 50% vrouwelijk is. De plaats heeft een alfabetiseringsgraad van 62%. 